# Наглядачі
«Наглядачі» (англ. The Watchers) — американський надприродний фільм жахів 2024 року, знятий режисеркою-дебютантом Ішаною Найт Ш'ямалан за власним сценарієм, написаним на основі роману А. М. Шайн 2022 року. Продюсером фільму батько Ішани, М. Найт Ш'ямалан, у головних ролях знялися Дакота Феннінг, Джорджина Кемпбелл, Олвен Фуере, Олівер Фіннеган.
Компанія Warner Bros. Pictures придбала «Наглядачів» для прокату в США, який почався 7 червня 2024 року (в Україні — з 6 червня). Фільм отримав негативні відгуки критиків і зібрав 51,2 мільйона доларів у всьому світі.

## Сюжет
Міна, американська іммігрантка, яка працює в зоомагазині в Голвеї, Ірландія, намагається змиритися зі смертю своєї матері, яку вона ненавмисно спричинила п'ятнадцять років тому. Бос Міни доручає їй доставити цінного золотого папугу до зоопарку в Белфасті, але дорогою її машина ламається, і вона застряє в лісі. Загублена, вона називає папугу Дарвіном і зустрічає групу людей, що живуть у будівлі під назвою «Курятник», де вони ховаються від таємничих сутностей, які стежать за ними щоночі. Міна дізнається, що ці сутності, названі Спостерігачами, є феями, які змінюють форму і намагаються навчитися імітувати людей. Знайдені відеощоденники професора Кілмартіна допомагають групі втекти з лісу, хоча Деніель гине в процесі. Повернувшись до цивілізації, Міна розкриває, що Медлін була спостерігачем, і переконує її знайти своє місце у світі, після чого Медлін відлітає з новими крилами, а Міна мириться зі своєю сестрою Люсі.

## Актори
- Дакота Феннінг — Міна / Люсі
- Джорджина Кемпбелл — Сіара
- Олвен Фуере — Медлін
- Олівер Фіннеган — Деніел
- Алістер Браммер — Джон, чоловік Сіари
- Джон Лінч — Кілмартін

## Виробництво
У лютому 2023 року компанія New Line Cinema оголосила про виробництво фільму «Наглядачі», написаного та зрежисерованого Ішаною Найт Ш'ямалан у повнометражному режисерському дебюті. У квітні до акторського складу приєдналися Дакота Феннінг і Джорджина Кемпбелл. Основні зйомки проходили в Дубліні, Віклов та Голвеї з липня по вересень 2023 року. У середині липня компанія отримала тимчасову угоду про продовження зйомок під час страйку SAG-AFTRA 2023 року. Фільм був самофінансований батьком Ішани, М. Найтом Ш'ямаланом, і проданий Warner Bros. за 30 мільйонів доларів.

## Випуск
«Наглядачі» випущені у прокат у США (під назвою англ. The Watchers), Великій Британії та Ірландії (під назвою англ. The Watched) 7 червня 2024 року компанією Warner Bros. Pictures.

## Сприйняття

### Касові збори
Станом на 1 липня 2024 року фільм зібрав 19 мільйонів доларів у США та Канаді та 12,2 мільйона доларів на інших територіях, що становить 51,2 мільйона доларів у всьому світі.
У Сполучених Штатах і Канаді «Наглядачі» вийшли разом із фільмом «Погані хлопці: Все або нічого» та, за прогнозами, зібрали близько 8-10 мільйонів доларів у 3350 кінотеатрах у перші вихідні.

### Відгуки критиків
Фільм отримав негативні відгуки. На вебсайті агрегатора рецензій Rotten Tomatoes 32 % зі 168 відгуків критиків є позитивними із середнім рейтингом 4,9/10. Консенсус вебсайту говорить: «Важкі у моторошному настрої, але скасовуються тупим сценарієм, „Наглядачі“ можуть утримувати погляд лише так довго, перш ніж настане втома». Середньозважена оцінка Metacritic склала 46 зі 100 на основі 38 критиків, вказуючи на «змішані або середні» рецензії.